# Jankówka (gromada)
Jankówka (od 29 II 1956 Raciborsko) – dawna gromada, czyli najmniejsza jednostka podziału terytorialnego Polskiej Rzeczypospolitej Ludowej w latach 1954–1972.
Gromady, z gromadzkimi radami narodowymi (GRN) jako organami władzy najniższego stopnia na wsi, funkcjonowały od reformy reorganizującej administrację wiejską przeprowadzonej jesienią 1954 do momentu ich zniesienia z dniem 1 stycznia 1973, tym samym wypierając organizację gminną w latach 1954–1972.
Gromadę Jankówka z siedzibą GRN w Jankówce utworzono – jako jedną z 8759 gromad na obszarze Polski – w powiecie krakowskim w woj. krakowskim, na mocy uchwały nr 22/IV/54 WRN w Krakowie z dnia 6 października 1954. W skład jednostki weszły obszary dotychczasowych gromad Raciborsko, Grajów i Jankówka ze zniesionej gminy Koźmice Wielkie w tymże powiecie. Dla gromady ustalono 20 członków gromadzkiej rady narodowej.
Gromadę Jankówka zniesiono 29 lutego 1956 w związku z przeniesieniem siedziby GRN z Jankówki do Raciborska i przemianowaniem jednostki na gromada Raciborsko.